# Derek Gardner

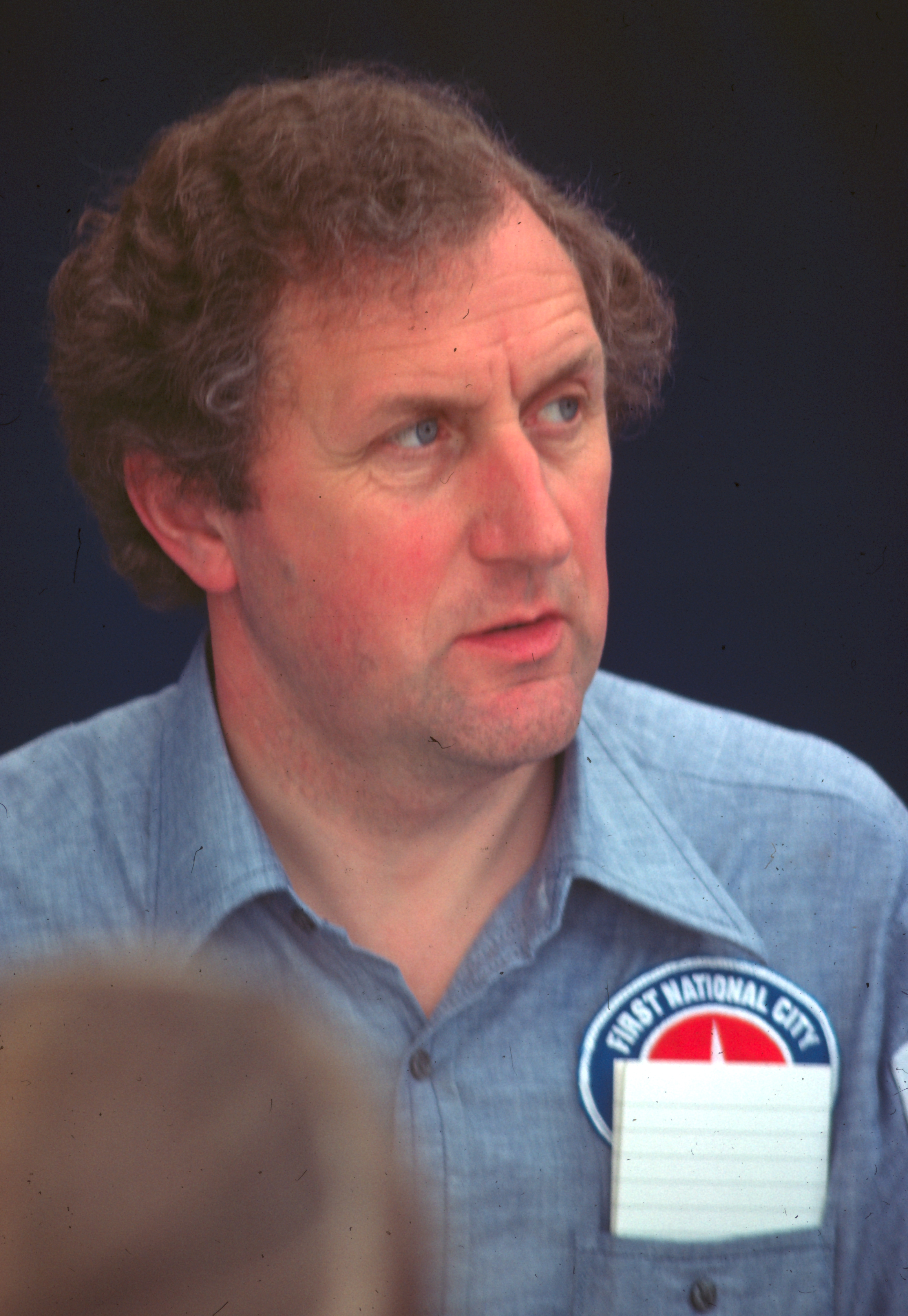
Derek Gardner in der Box während des GP von Monaco 1977

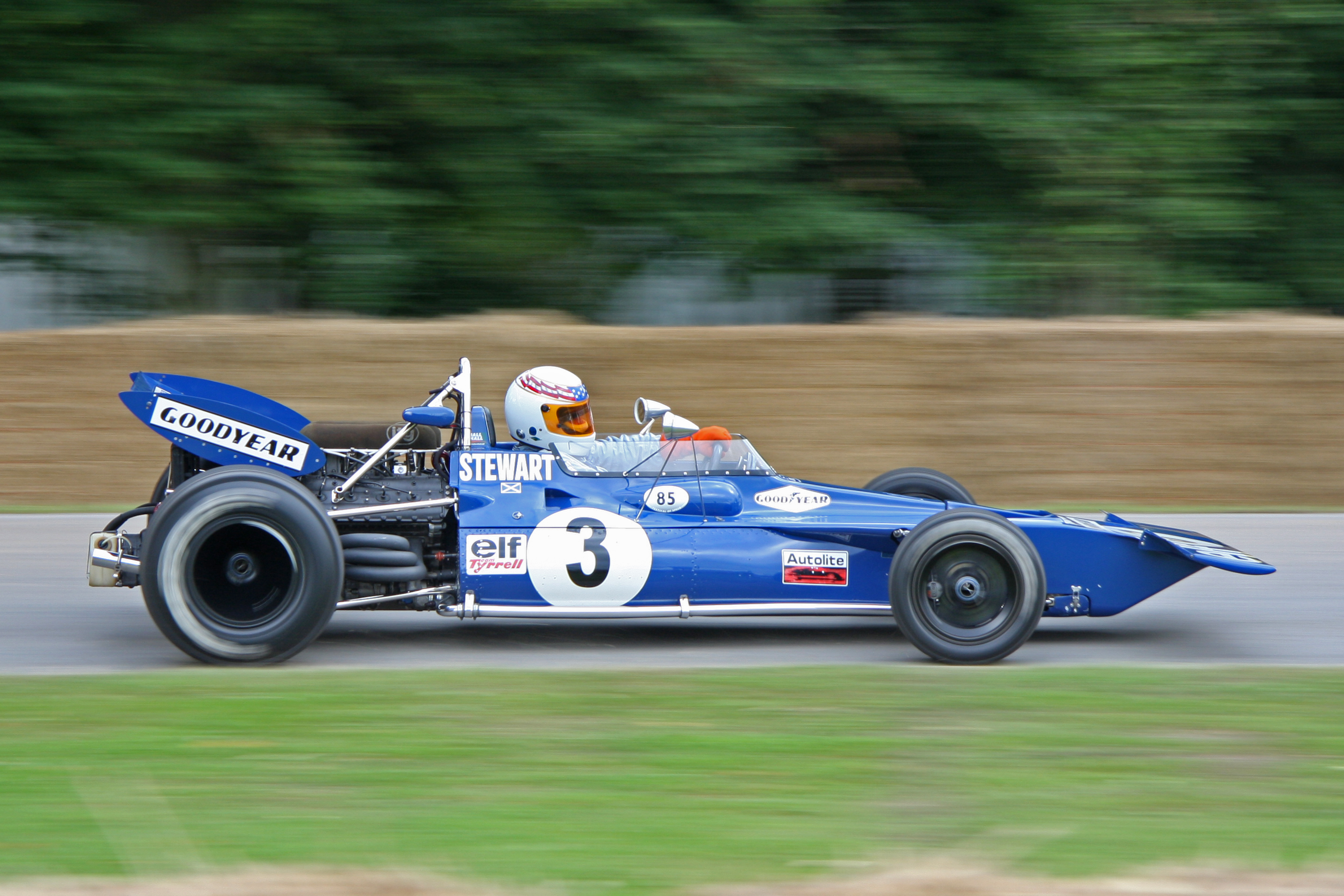
Tyrrell 001, das erste von Gardner entworfene Fahrzeug, war die Basis für die Nachfolgemodelle 002 und 003 mit denen das Team in der Saison 1971 die Konstrukteursmeisterschaft holte. (Hier beim Goodwood Festival of Speed)

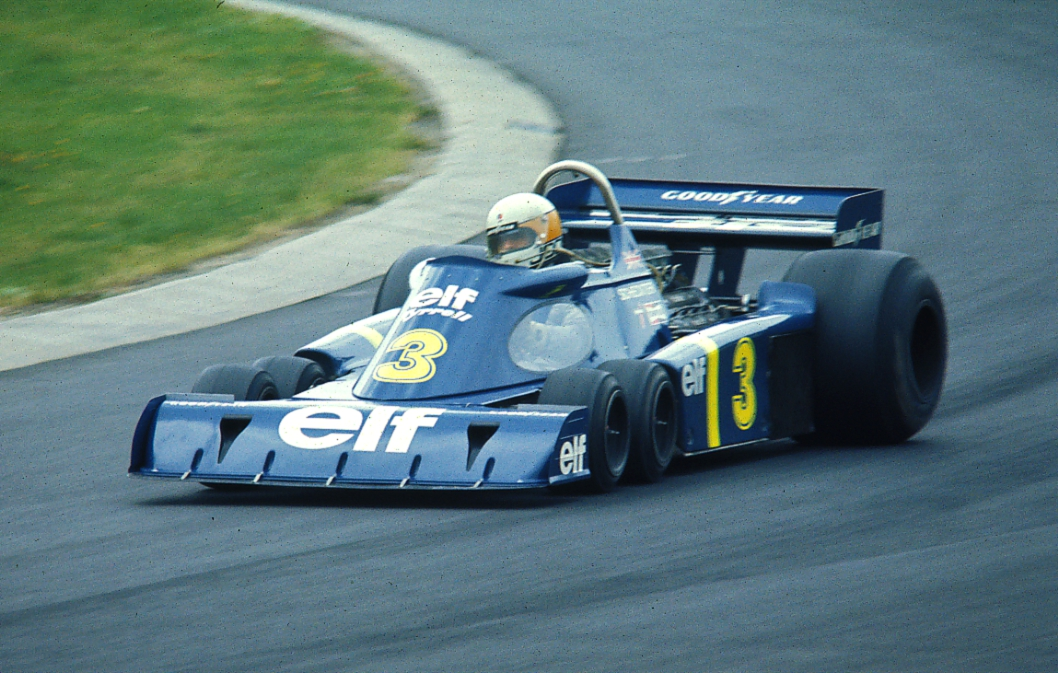
Der Tyrrell-Ford P34 mit Jody Scheckter in der Südkehre des Nürburgrings beim GP von Deutschland 1976

Derek Gardner (* 19. September 1931 in Warwick; † 7. Januar 2011 in Lutterworth) war ein britischer Automobil-Konstrukteur und Designer, der für die Entwicklung fortschrittlicher Getriebesysteme und die Konstruktion mehrerer Rennwagen für das Team Tyrrell bekannt war.

## Werdegang
Seinen ersten Kontakt zur Formel 1 hatte Gardner 1969 während seiner Zeit als Angestellter von Harry Ferguson Research, wo er Antriebssysteme für Matra entwickelte. 1970 lernte er Ken Tyrrell kennen, der zu dieser Zeit in der Formel 1 Wagen von March einsetzte und auf der Suche nach einem Konstrukteur für einen eigenen Formel-1-Rennwagen war. Tyrrell entschied sich für eine Zusammenarbeit mit Gardner.
Im Laufe des Jahres 1970 entwickelte Gardner für Tyrrell ein eigenes Chassis, das in seiner Garage zu Hause gebaut und beim Großen Preis von Italien der Öffentlichkeit präsentiert wurde. Seinen ersten WM-Einsatz hatte der Tyrrell 001 unter Jackie Stewart beim darauffolgenden Großen Preis von Kanada in Mont Tremblant.
Ab der Saison 1971 setzte Tyrrell durchgängig eigene Autos ein, die alle von Gardner entwickelt wurden. Die Autos Tyrrell 001 bis 005 waren allesamt Einzelstücke; die Ziffern bezeichneten jeweils die Fahrgestellnummern. Erst ab dem 006 bezog sich die Bezeichnung auf einen Fahrzeugtyp, von dem üblicherweise eine Kleinstauflage hergestellt wurde.
Gardners „Einstand in der Formel 1“ war auch seine erfolgreichste Konstruktion: Jackie Stewart qualifizierte den 001 bei seinem Debüt auf der Pole-Position und führte, bis er in Runde 34 wegen eines Achsschadens ausfiel. Das Auto wurde später zu Tyrrell 002 und 003 weiterentwickelt und die Fahrer Jackie Stewart und François Cevert erzielten 1971 damit sieben Siege. Stewart gewann die Fahrerweltmeisterschaft und Tyrrell holte sich den Titel der Konstrukteure.
Gardners wohl bekannteste Konstruktion war sicher der Tyrrell P34, allgemein bekannt als „six-wheeler“. Das Auto hatte vier speziell gefertigte Vorderräder und Reifen mit einem Durchmesser von 254 mm (10 Zoll) vorne und zwei Räder normaler Größe hinten. Zusammen mit dem 1978 entwickelten Brabham BT46B „Fancar“ war der sechsrädrige Tyrrell einer der radikalsten Ansätze, die jemals im Formel-1-Wettbewerb erfolgreich waren, und wurde als das bekannteste Design in der Geschichte des weltweiten Motorsports bezeichnet. Sein letzter Entwurf für Tyrell war der 008. Danach verließ Gardner die Formel 1, um für den Getriebehersteller Borg-Warner zu arbeiten.
Gardner entwarf während seiner langen Karriere als Konstrukteur auch Boote, Elektrofahrräder und Ultraleichtflugzeuge. Er starb 2011 in Lutterworth im Alter von 79 Jahren.